# Campo Grande (Mato Grosso do Sul)
Campo Grande, (uitspraak: [ˈkɐ̃pu ˈɡɾɐ̃dʒi], letterlijk Groot Veld), is een gemeente en grote stad in Brazilië, opgericht in 1889. Zij is sinds 1970 de hoofdstad van de staat Mato Grosso do Sul. De bijnaam "cidade morena" is vanwege de kastanjebruine kleur van de grond.

## Aangrenzende gemeenten
De gemeente grenst aan Jaraguari, Nova Alvorada, Ribas do Rio Pardo, Rochedo, Sidrolândia en Terenos.

## Verkeer en vervoer
De plaats ligt aan de radiale snelweg BR-060 tussen Brasilia en Bela Vista. Daarnaast ligt ze aan de wegen BR-163, BR-262, MS-010 en MS-455.

## Stedenbanden
Zustersteden van Campo Grande:
- Turijn, Italië

## Bekende inwoners van Campo Grande

### Geboren
- Jânio Quadros (1917-1992), president van Brazilië (1961)
- Reinaldo Azambuja (1963), gouverneur van Mato Grosso do Sul[3]
- Luís Antônio Corrêa da Costa, "Müller" (1966), voetballer
- Jean Raphael Vanderlei Moreira, "Jean" (1986), voetballer
- Pedro Beda (1989), voetballer
- Saymon Barbosa Santos (1993), beachvolleyballer
- Éderson (1999), voetballer

## Galerij

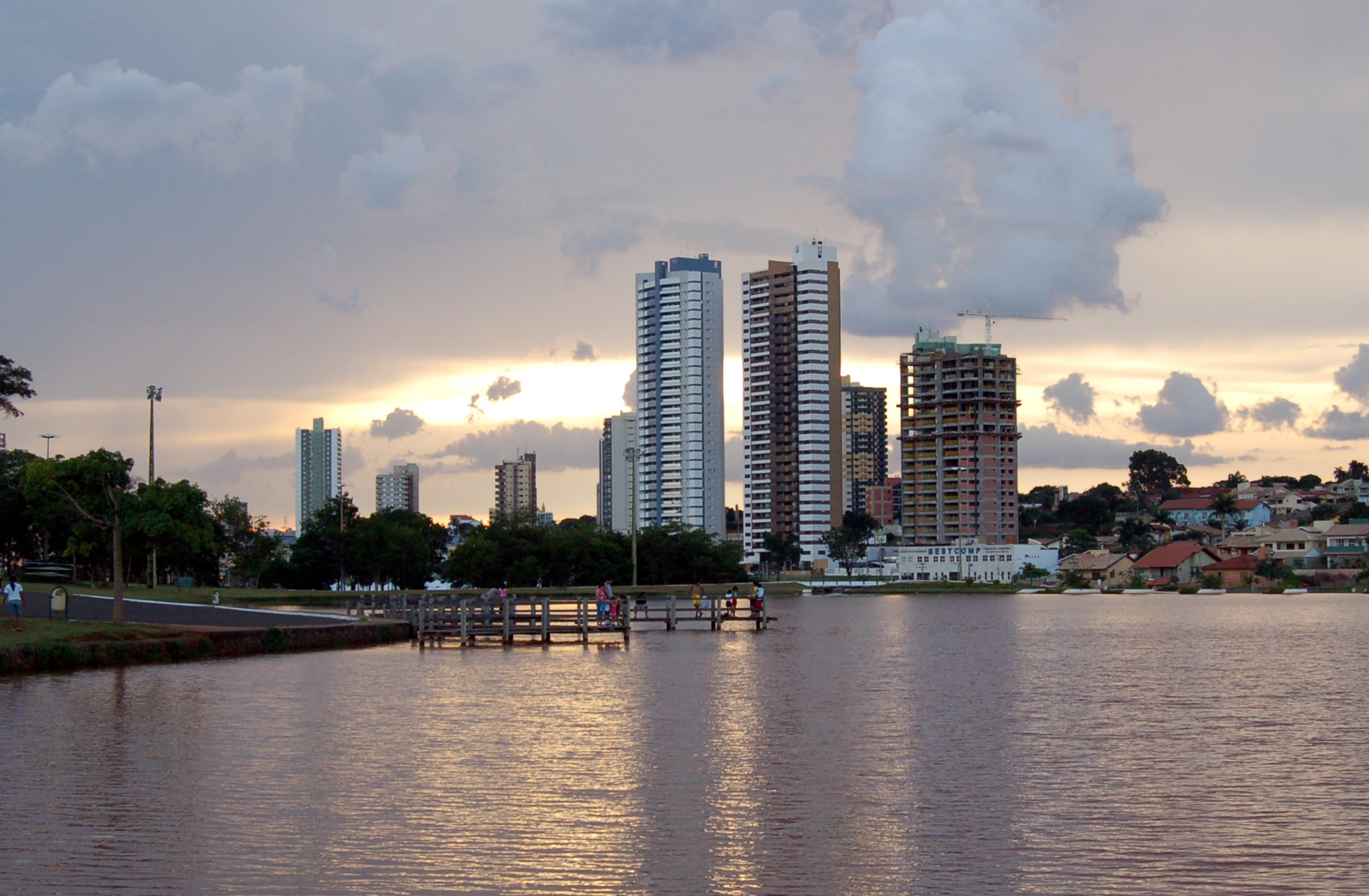
Parque das Naçoes Indígenas